# فردریک دانژو
فردریک دانژو (انگلیسی: Frédéric Danjou؛ زادهٔ ۲۸ سپتامبر ۱۹۷۴) بازیکن فوتبال اهل فرانسه است.
از باشگاه‌هایی که در آن بازی کرده‌است می‌توان به باشگاه فوتبال اوسر، باشگاه فوتبال کان، باشگاه فوتبال رئال اویدو، باشگاه فوتبال آژاکسیو، و باشگاه فوتبال تروا اشاره کرد.